# Cuillas del Valle

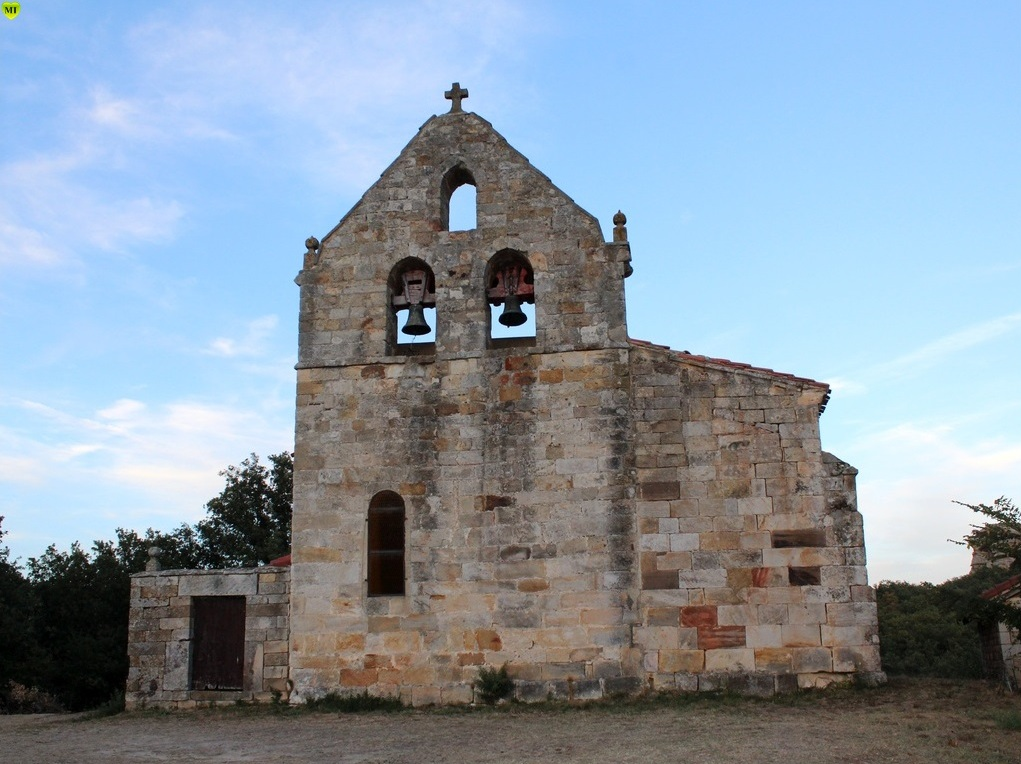
Iglesia parroquial

Cuillas del Valle es una localidad de la provincia de Palencia (Castilla y León, España) que pertenece al municipio de Berzosilla.
Berzosilla constituye un enclave palentino entre las provincias de Cantabria y Burgos.

## Demografía
Evolución de la población en el siglo XXI
| Gráfica de evolución demográfica de Cuillas del Valle entre 2000 y 2020 |
|                                                                         |
| Población de derecho (2000-2020) según el padrón municipal del INE      |

## Geografía
Está a una distancia de 3 km de Berzosilla, la capital municipal, en la comarca de Montaña Palentina. Se localiza a 27 km de Aguilar de Campoo, munipicio importante (mayor de 5000 habitantes) más cercano.
La toponimia de este lugar significa: Lugar de las cuevillas del valle o cuevas pequeñas del valle. 
Es un conjunto urbano, típico de los valles del norte de la provincia de Palencia y Cantabria, formado por diversos caseríos, siendo su hábitat disperso y concentrándose las tierras de labor, que son escasas. 
- Población: 5 habitantes (INE)
- Altitud: 787 m s. n. m.
- Latitud: 42º 47' N
- Longitud: 04º 00' W
- Código Ine: 34032
- Código Postal: 39250[2]
- El arroyo Cuillas (del cual comparte el nombre) atraviesa la localidad, en su margen izquierda, antes de su desembocadura en el río Ebro.

## Patrimonio histórico y cultural
- Iglesia de San Vicente, con vestigios románicos.
- Fiestas patronales en honor a San Blas (3 de febrero)
- El tramo limítrofe del río Ebro es un coto de pesca, de tipo "Pesca Sin Muerte", de longitud de 3,2 km, que va desde la presa del molino en Báscones de Ebro, hasta el límite entre los términos de Cuillas del Valle, Báscones de Ebro y Cantabria. Siendo sólo los cebos autorizados mosca artificial y cucharilla de un solo arpón.